# Élections législatives vincentaises de 1967
Les élections législatives vincentaises de 1967 se sont déroulées le 19 mai 1967 à Saint-Vincent-et-les-Grenadines. Convoquées par le Gouverneur Hywel Georgel s'agit d'une élection anticipée ayant lieu moins d'un an après les précédentes législatives qui avait été remportées par le Parti politique populaire (PPP), malgré un résultat en voix inférieur à celui du parti travailliste de Saint Vincent (PTSV). 
Les élections sont remportées par le parti travailliste avec six sièges sur les neuf à pourvoir. Milton Cato (PTSV) remplace Ebenezer Joshua (PPP) au poste de Ministre en Chef. 
Il s'agit de la dernière élection d'un conseil législatif de Saint-Vincent-et-les-Grenadines aux pouvoirs limités et dont une partie seulement des membres sont élus au suffrage direct. Le Royaume Uni accorde en effet à l'archipel une large autonomie deux ans plus tard, ne conservant que la direction des relations étrangères et de la défense. Le conseil législatif prend alors le nom d'Assemblée de Saint-Vincent-et-les-Grenadines, et le poste de Ministre en Chef celui de Premier.

## Conseil législatif
En 1967, le conseil législatif de Saint-Vincent-et-les-Grenadines est composé de quatorze membres dont neuf au suffrage universel direct.
Siègent ainsi au conseil le gouverneur de la colonie, dit « Administrateur », représentant la Couronne, deux membres siégeant d'office : le procureur de la couronne et le trésorier, ainsi que deux membres nommés par le gouverneur. Enfin, neuf membres sont élus au scrutin uninominal majoritaire à un tour par la population.

## Résultats
|                           |                                            |        |       |      |        |               |  |  |  |
| Parti                     | Parti                                      | Voix   | %     | +/-  | Sièges | +/-           |  |  |  |
|                           | Parti travailliste de Saint Vincent (PTSV) | 14 501 | 53,78 | 2,91 | 6      | 2             |  |  |  |
|                           | Parti politique populaire (PPP)            | 12 465 | 46,22 | 2,81 | 3      | 2             |  |  |  |
|                           |                                            |        |       |      |        |               |  |  |  |
| Votes valides             | Votes valides                              | 26 966 | 98,86 |      |        |               |  |  |  |
| Votes blancs et invalides | Votes blancs et invalides                  | 552    | 1,14  |      |        |               |  |  |  |
| Total                     | Total                                      | 27 278 | 100   | –    | 9      | en stagnation |  |  |  |
| Abstentions               | Abstentions                                | 5 766  | 17,45 |      |        |               |  |  |  |
| Inscrits / participation  | Inscrits / participation                   | 33 044 | 82,55 |      |        |               |  |  |  |

| Majorité absolue |     |
| ↓                |     |
| 6                | 3   |
| PTSV             | PPP |

## Résultats par circonscription[1]
- PTSV : Parti travailliste de Saint Vincent (Saint Vincent Labour Party), nombre de candidats présentés : 9, chef : Milton Cato
- PPP : Parti politique populaire (People's Political Party), nombre de candidats présentés : 9, chef : Ebenezer Joshua

Nombre total de candidat : 18
| Circonscription  | Parti  | Parti  | Suffrages valides |
| Circonscription  | PTSV   | PPP    | Suffrages valides |
| ---------------- | ------ | ------ | ----------------- |
| North Leeward    | 1 602  | 1 412  | 3 014             |
| South Leeward    | 2 108  | 1 157  | 3 265             |
| Kingstown        | 2 179  | 2 080  | 4 259             |
| West St. George  | 1 331  | 1 835  | 3 166             |
| East St. George  | 2 080  | 898    | 2 978             |
| South Windward   | 2 361  | 652    | 3 013             |
| Central Windward | 950    | 1 899  | 2 849             |
| North Windward   | 721    | 1 789  | 2 510             |
| Grenadines       | 1 169  | 743    | 1 912             |
| Total            | 14 501 | 12 465 | 26 966            |

## Représentants élus
| Circonscription  | Représentant sortant         | Parti | Parti | Représentant élu             | Parti | Parti |
| ---------------- | ---------------------------- | ----- | ----- | ---------------------------- | ----- | ----- |
| North Leeward    | Samuel Eric Slater           |       | PPP   | Samuel Eric Slater           |       | PTSV  |
| South Leeward    | Joseph Lambert Eustace       |       | PTSV  | Joseph Lambert Eustace       |       | PTSV  |
| Kingstown        | Emmanuel Fatima Adams        |       | PPP   | Hudson Kemuel Tannis         |       | PTSV  |
| West St. George  | Roderick Fitzgerald Marksman |       | PPP   | Roderick Fitzgerald Marksman |       | PPP   |
| East St. George  | Milton Cato                  |       | PTSV  | Milton Cato                  |       | PTSV  |
| South Windward   | Levi Calvert Latham          |       | PTSV  | Levi Calvert Latham          |       | PTSV  |
| Central Windward | Ebenezer Joshua              |       | PPP   | Ebenezer Joshua              |       | PPP   |
| North Windward   | Ivy Inez Joshua              |       | PPP   | Ivy Inez Joshua              |       | PPP   |
| Grenadines       | James Fitz-Allen Mitchell    |       | PTSV  | James Fitz-Allen Mitchell    |       | PTSV  |